# آلساندرو کالیوسترو
کُنت آلساندرو دی کالیوسترو (به ایتالیایی: Count Alessandro di Cagliostro) (۲ ژوئن ۱۷۴۳ – ۲۶ اوت ۱۷۹۵) یک ماجراجوی سیسیلی بود.
وی در فرانسه بیشتر با نام ژوزف بالسامو (به فرانسوی: Joseph Balsamo) مشهور است.
داشتن اسامی مستعار او به خاطر گمراهی پلیس وقت فرانسه در زمینه فعالیتش جهت براندازی سلطنت خانواده بوربون در دوره لویی پانزدهم و لویی شانزدهم بوده‌است. تا قبل از ورود به فرانسه در ۱۷۷۰ به کشورهای مختلف دنیا مسافرات نموده و به زبان‌های ایتالیایی و فرانسوی و انگلیسی و عربی تسلط کامل داشته‌است. به علم هیپنوتیزم تسلط و تبحر کامل داشته و در علم شیمی دارای بصیرت بوده‌است و همچنین به وسیله هیپنوتیزم و احضار ارواح از گذشته و آینده افراد با خبر بوده تا آنجایی که پیش‌بینی کرد سر ملکه ماری آنتوانت همسر لویی شانزدهم پادشاه وقت فرانسه، از تن جدا خواهد شد.
او از اعضای عالیرتبه و از رهبران طریقت فراماسونری بوده که بعد از ورود به فرانسه رهبری این طریقت را در آن کشور و با هدف براندازی سلطنت خانواده بوربون و استقرار نظام جمهوری به عهده گرفت و با در دست داشتن امکانات مادی فراوان طریقت فراماسونری، نقش بسزایی در سقوط سلطنت فرانسه ایفا نمود.
در ۱۷۷۶ از خود شعبه جدیدی از فراماسونری به نام آیین مصری به وجود آورد که هنوز هم پیروان زیادی در اروپا و آمریکا دارد و شعبه مستقلی از فراماسونری به‌شمار می‌آید. همسر او لورانتسا سرافینا نام دارد که اهل ایتالیا است و در سال‌های اقامت بالسامو در پاریس یک لژ زنانه بنیان نهاد که بسیاری از زنان معروف در آنجا حضور می‌یافتند.
روایتی موجود است که بالسامو همسرش را به صورت دایم هیپنوتیزم نموده و همیشه او را در خواب مغناطیسی نگاه داشته چرا که وی در حالت عادی خواهان زندگی با او نبوده‌است.
از بالسامو پس از انقلاب فرانسه اطلاعات دقیقی در دسترس نگارنده این سطور نمی‌باشد و تاریخ در این مورد مسکوت است. برخی معتقدند او پس از انقلاب فرانسه از ترس جانش به آمریکا گریخت اما در تواریخ فراماسونری به گونه‌ای مبهم و قابل تردید از دستگیری او به دستور پاپ در ۱۷۹۵ و زندانی شدن و نهایتاً مرگ او در زندان واتیکان ایتالیا سخن به میان آمده‌است.
از وی در کتابی به نام "ژوزف بالسامو" نوشته "الکساندر دوما (پدر)" به عنوان قهرمان داستان مذکور یادشده‌است.